# Cophixalus exiguus
Espèce
Statut de conservation UICN

 NT  : Quasi menacé
Cophixalus exiguus  est une espèce d'amphibiens de la famille des Microhylidae.

## Répartition

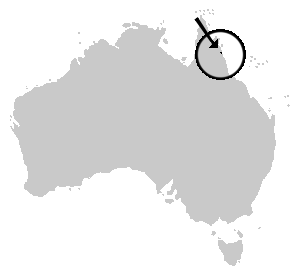
Aire de répartition de Cophixalus exiguus.

Cette espèce est endémique du Nord-Est du Queensland en Australie. Son aire de répartition concerne une petite zone au sud de Cooktown. Elle est présente entre 555 et 620 m d'altitude,.

## Description
Cophixalus exiguus mesure 16 à 19 mm de long. Son dos est gris-brun avec des zones pâles. Certains individus présentent une longue bande verticale qui parcourt tout le dos et vient s'élargir entre les yeux. Elle a une tache rouge sur l'aine. Il existe un H flou sur ses épaules et un V entre ses yeux. Elle a des coussinets plantaires mais ses pattes ne sont pas palmées.

## Étymologie
Son nom d'espèce, du latin exiguus, « petit », lui a été donné en référence à sa taille parmi les plus petites de ce genre. Ce n'est pour autant pas la plus petite grenouille australienne de ce genre, Cophixalus bombiens et Cophixalus crepitans par exemple, présentent des tailles inférieures.

## Publication originale
- Zweifel and Parker, 1969 : A new species of microhylid frog (genus Cophixalus) from Australia. American Museum novitates, no 2390, p. 1-10 (texte intégral).